# 塔伊省
5°52′N 7°27′W / 5.867°N 7.450°W

塔伊省（département de Taï），是科特迪瓦的省份，位於該國西部山地區，由卡瓦利大區負責管轄，成立於2013年，面積4,346平方公里，2014年人口102,948，人口密度每平方公里24人。